# Trîhatî, raionul Mîkolaiiv, regiunea Mîkolaiiv
Trîhatî (în ucraineană Трихати) este o comună în raionul Mîkolaiiv, regiunea Mîkolaiiv, Ucraina, formată numai din satul de reședință.

## Demografie
Componența lingvistică a comunei Trîhatî
     Ucraineană (90%)
     Rusă (8,74%)
     Alte limbi (1,08%)
Conform recensământului din 2001, majoritatea populației comunei Trîhatî era vorbitoare de ucraineană (90%), existând în minoritate și vorbitori de rusă (8,74%).